# إستل نزي مينكو
إستل نزي مينكو (بالفرنسية: Estelle Nze Minko)‏ مواليد 11 أغسطس 1991 في فرنسا، هي لاعبة كرة يد فرنسية تلعب كوسط مدافع. مثلت منتخب فرنسا لكرة اليد للسيدات. شاركت في دورة الألعاب الأولمبية الصيفية سنة 2016.

## سجل المنافسة
شاركت في البطولات التالية:
- الألعاب الأولمبية الصيفية 2016
- بطولة العالم لكرة اليد للسيدات 2015
- بطولة أوروبا لكرة اليد للسيدات 2014
- بطولة أوروبا لكرة اليد للسيدات 2016

## الميداليات
| الميدالية | المسابقة                            |
| --------- | ----------------------------------- |
| فضية      | الألعاب الأولمبية الصيفية 2016      |
| برونزية   | بطولة أوروبا لكرة اليد للسيدات 2016 |

## روابط خارجية
- إستل نزي مينكو على موقع الاتحاد الأوروبي لكرة اليد (الإنجليزية)
- إستل نزي مينكو على موقع أوليمبيديا (الإنجليزية)
- إستل نزي مينكو على موقع اللجنة الأولمبية الفرنسية (مؤرشف) (الفرنسية)